# White Fawn's Devotion
White Fawn's Devotion: A Play Acted by a Tribe of Red Indians in America is een korte film uit 1910 geregisseerd door de Indiaan James Young Deer, waardoor dit de oudste film is ooit geregisseerd door een indiaan.
Nadat een Indiaanse vrouw zelfmoord gepleegd heeft vermoedt de nabije indianenbevolking dat haar blanke man haar vermoord heeft. Na een lange achtervolging wordt haar man gepakt om berecht te worden, maar ze horen dan dat de vrouw zelfmoord pleegde en laten hem vrij.